# Soledadiella barinensis
Soledadiella barinensis is een hooiwagen uit de familie Zalmoxioidae.